# Lokomotiva HG 2/3
Parní lokomotivy HG 2/3 jsou stroje pro smíšený adhezní a ozubnicový provoz na tratích úzkého rozchodu bývalé BVZ Zermatt-Bahn, v současnosti Matterhorn Gotthard Bahn dráhy ve Švýcarsku. Těchto lokomotiv bylo v továrně Schweizerische Lokomotiv- und Maschinenfabrik Winterthur (SLM) vyrobeno pro BVZ celkem osm kusů, většinou však byly postupně vyřazeny ze služby. Parní lokomotiva HG 2/3 č.7 Breithorn je jedna ze dvou lokomotiv této řady, které byly zachovány až do 21. století. (Druhý stroj provozuje Dampfbahn Furka-Bergstrecke.) Společnost Matterhorn Gotthard Bahn (nástupce BVZ Zermatt-Bahn), která stroj nadále používá, nechala lokomotivu Breithorn v roce 2001 přestavět na parní lokomotivu s vytápěním na lehký topný olej ve strojírnách ve Weisslingen DLM AG (ZH) (s novým kotlem), důvodem je ochrana životního prostředí požární ochrana

## Historie

### 1890–1929
Parní lokomotivy typu HG 2/3 byly nasazeny do služby v roce 1890 při založení společnosti Visp-Zermatt-Bahn (VZ). První čtyři lokomotivy byly předány společnosti VZ v roce 1890, tehdy na ještě nedokončenou trať. Lokomotivy se osvědčily a do roku 1908 byly zakoupeny ještě čtyři kusy, lišící se pouze v detailech od první série. Lokomotivy byly chronologicky číslovány 1-8 a pojmenovány podle hor v okolí Zermattu. Vzhledem k tomu, že BVZ neměla k dispozici točny, lokomotivy byly orientovány pro jízdu z Vispu do Zermattu kotlem napřed.
Během provozu byly stroje postupně vylepšovány. V roce 1893 následkem lomu nápravy byla provedena výměna všech náprav, v roce 1894 byly instalována nová vakuová brzda, v témže roce bylo u BVZ zavedeno elektrické osvětlení vozů pomocí akumulátorů. V roce 1901 byly instalovány lapače jisker typu Langer. Největším zlepšením však byl přechod z mokré páry na přehrátou páru v letech 1913–1926, který uspořil až 18% uhlí.

### 1929-…
Elektrifikace jednofázovou napájecí soustavou v roce 1929 umožnila ukončení provozu pěti nejstarších lokomotiv, tři z nich zůstaly ve službě jako záloha. V roce 1935 byla vyřazena lokomotiva č. 8.
Lokomotiva č. 6 byla o 6 let později předána do provozu do chemického závodu Domat/EMS, dnes EMS-Chemie. Tam byl odstraněn ozubnicový systém a lokomotiva sloužila jako posunovací. V roce 1961 byla darována od městu Chur, kde byla vystavena před školou. V roce 1988 byla předána nově vznikající nostalgické společnosti Dampfbahn Furka-Bergstrecke a po opravě u společnosti Oswald-Steam zprovozněna dne 27. srpna 1989.
Lokomotiva č. 7 byla ponechána jako záloha u VZ, resp. BVZ od roku 1962, a dlouhou dobu byla jediným strojem s nezávislou trakcí, který byl schopen provozu na ozubnicových úsecích. Lokomotiva byla hlavně používána pro odklízení sněhu pod trolejovým vedením a pracích po sesuvu půdy u Randy v roce 1991. Kromě toho si také vystavována jako historický stroj BVZ. Za tímto účelem byla lokomotiva přestavěna v roce 2001 na spalování lehkého topného oleje. Spolu se třemi historickými vozy je od té doby několikrát do roka používána k nostalgickým jízdám na trati společnosti Matterhorn Gotthard Bahn. Kromě speciálních vlaků z Brigu do Zermattu také zajišťuje vyjížďky na bývalé trati FO do Oberwaldu. V létě roku 2002 byla nasazena na trati Furka DFB spolu se sesterským strojem (lokomotivou) č. 6.

## Konstrukce
V konstrukci bylo použito parních strojů na mokrou páru, zvlášť pro adhezní a ozubnicový provoz. Pojezd lokomotivy je tvořen dvěma spřaženými a jedním běžným dvojkolím. Pojezd má vnější rám. Válce vně rámu slouží k pohonu dvojkolí, uvnitř rámu je umístěn další rám s ozubnicovým pohonem se dvěma ozubenými koly. Tato kola jsou poháněna vlastním dvouválcovým parním strojem. Všechny válce jsou skloněny v poměru 1:8. Na rozdíl od pozdějších lokomotiv, jako je HG 3/4 na dráze Furka-Oberalp-Bahn od roku 1914, pracovaly parní stroje s jednoduchou expanzí, což mělo za následek vyšší spotřebu páry. Vzhledem k poměrně krátké vzdálenosti mezi Vispem a Zermattem byla tato nevýhoda zanedbána. Použitý rozvod byl typu Heusinger v upravené podobě Belpaire.
Kotel byl standardní konstrukce, původně se 166 trubkami, vodorovně usazený v rámu. Na kotli byl umístěn jeden písečník a jeden parní dóm se dvěma bezpečnostními ventily typu Ramsbottom. Nádrže na vodu s objemem 2.500 litrů byly osazeny vně po obou stranách kotle a zásoba uhlí o hmotnosti 1,3 tuny na zadní části kabiny strojvedoucího. Původní lokomotivy měly čtyři nezávislé brzdové systémy. Nejdůležitější byl systém protitlakové brzdy Riggenbach použitý u obou pohonů (adhezního i ozubnicového). Vakuová brzda typu Hardy působící na hnací nápravy lokomotivy byla zároveň brzdou vlakovou. Dalším systémem byla parní brzda, používaná do roku 1902, kdy bylo působení vakuové a protitlakové brzdy označeno jako dostačující. K zajištění stojící lokomotivy sloužily tři ruční brzdy - jedna působila na hnací kola a další dvě na ozubená kola.

## Přehled HG 2/3
| pořadové číslo | pojmenování podle vrcholu | uvedení do provozu | výrobní číslo | číslo kotle | poznámka      |
| -------------- | ------------------------- | ------------------ | ------------- | ----------- | ------------- |
| 1              | Matterhorn                | 1890               | 609           | 1075        | 1929 vyřazena |
| 2              | Monte Rosa                | 1890               | 610           | 1076        | 1929 vyřazena |
| 3              | Mischabel                 | 1890               | 611           | 1077        | 1929 vyřazena |
| 4              | Gornergrat                | 1890               | 612           | 1078        | 1929 vyřazena |
| 5              | St. Théodule              | 1893               | 796           | 1347        | 1929 vyřazena |
| 6              | Weisshorn                 | 1902               | 1410          | 2197        | 1941 1)       |
| 7              | Breithorn                 | 1906               | 1725          | 2562        | 2001 2)       |
| 8              | Lyskamm                   | 1908               | 1947          | 2819        | 1935 vyřazena |

1) 1941–1965 v provozu v chemičce, pak vystavena v Churu, v roce 1989 převedena a provozována na horské trati Furka DFB

2) přestavěna na olej

## Galerie

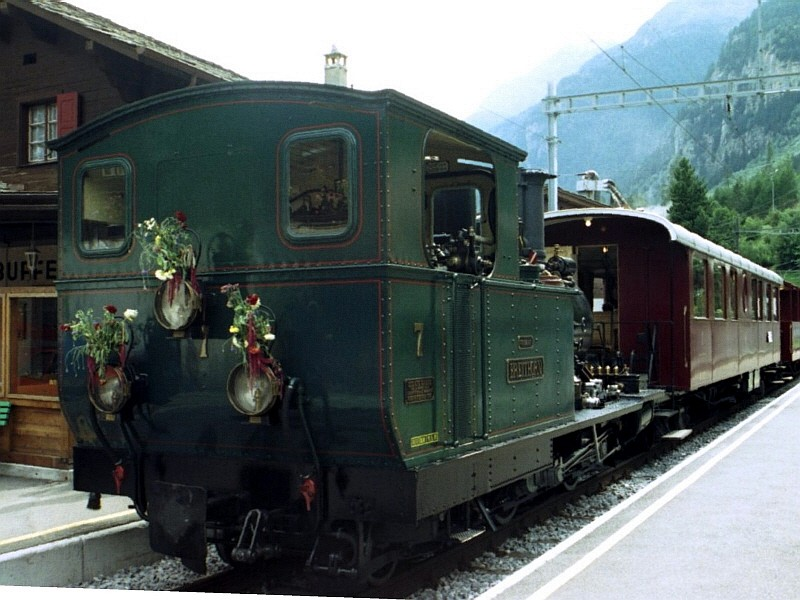
Breithorn
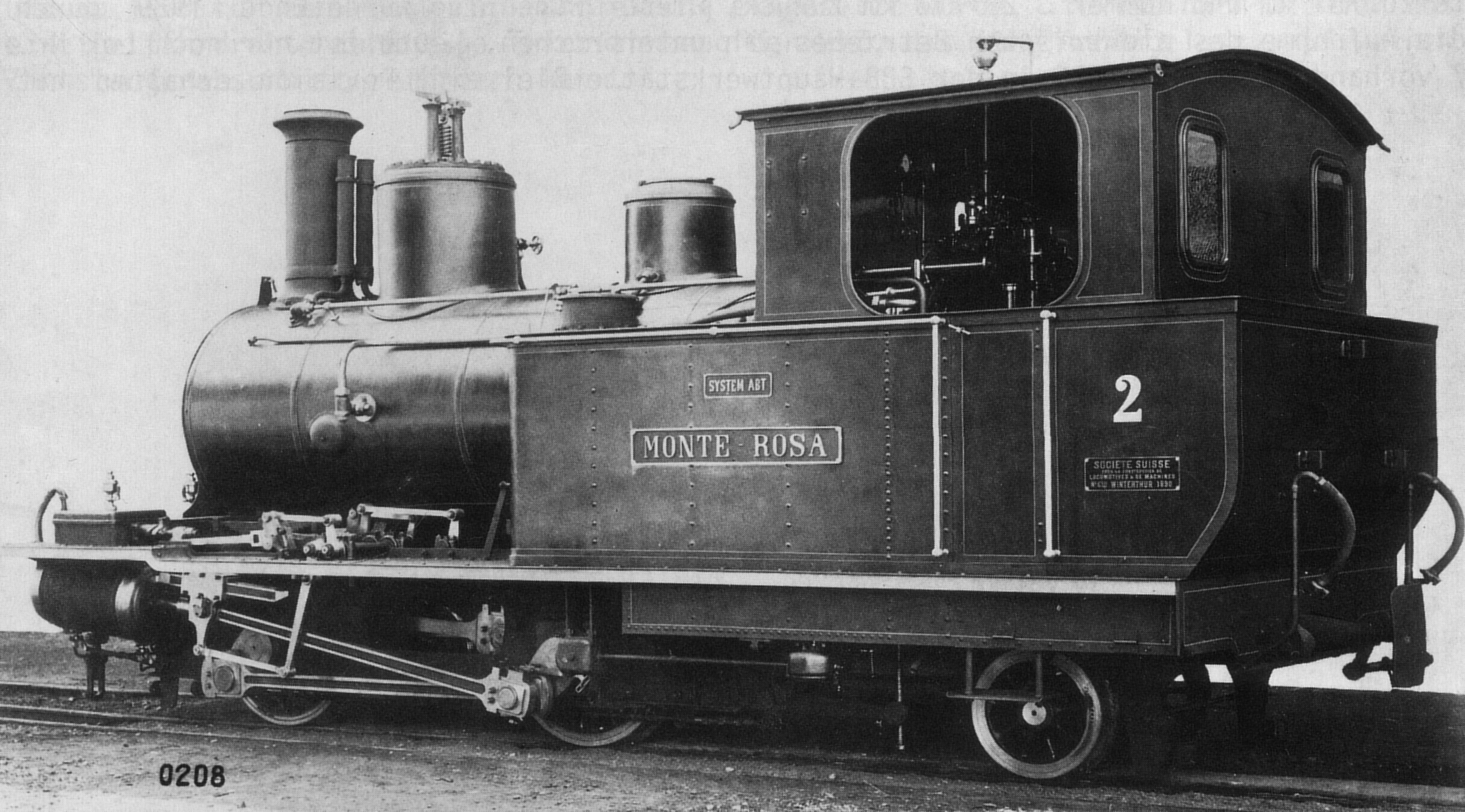
Monte Rosa
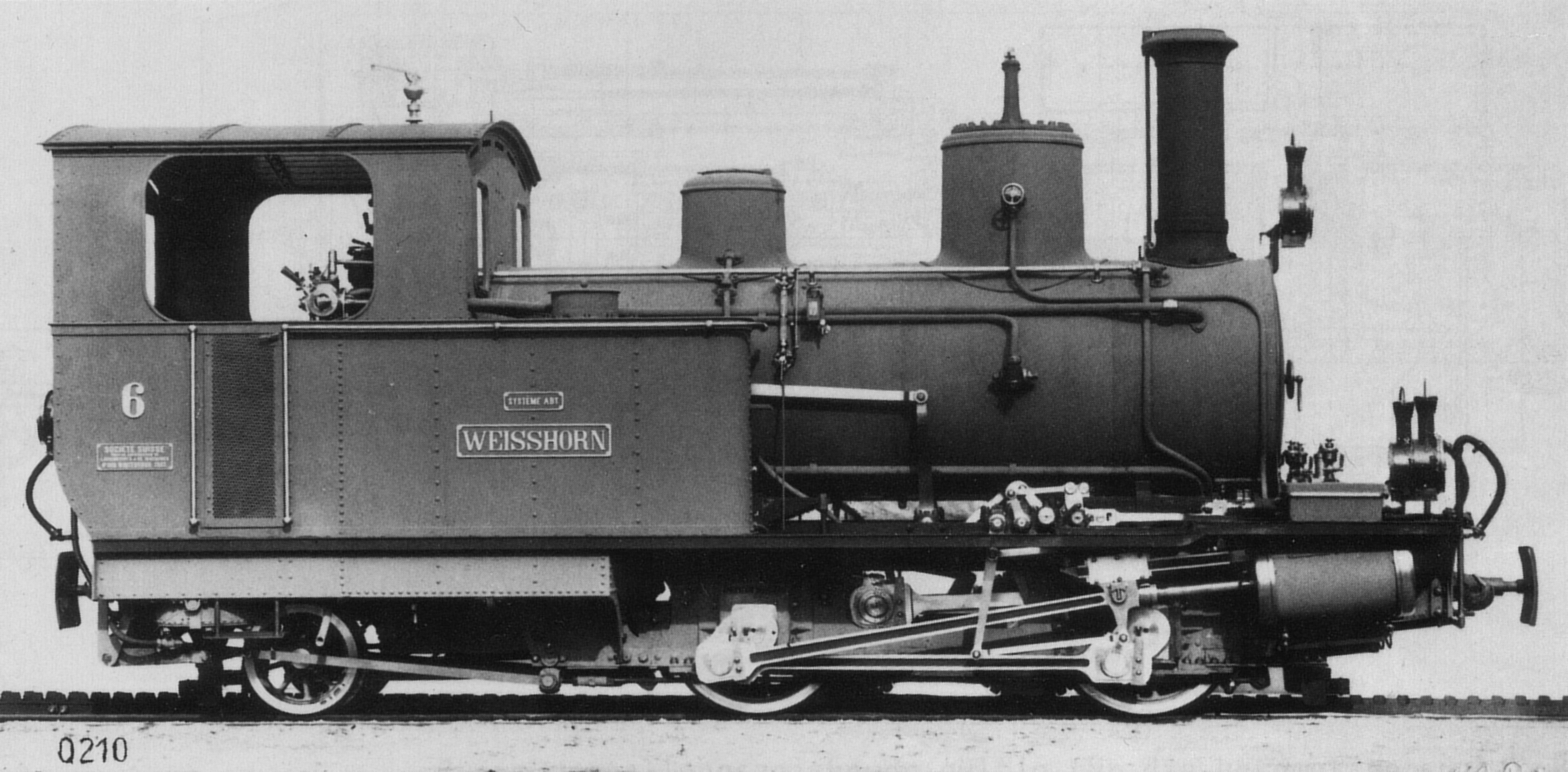
Weisshorn
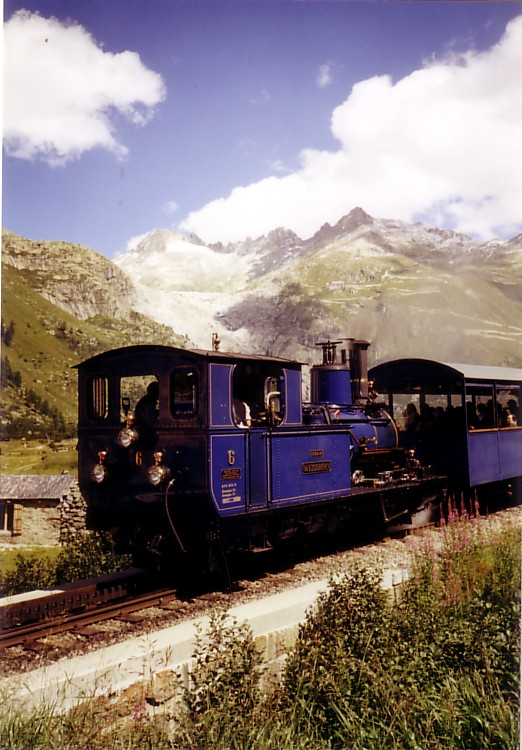
Weisshorn na DFB